# Großer Preis von Argentinien 1996
Der Große Preis von Argentinien 1996 (offiziell IV Gran Premio Marlboro de la Republica Argentina) fand am 7. April auf dem Autódromo Oscar Alfredo Gálvez in Buenos Aires statt und war das dritte Rennen der Formel-1-Weltmeisterschaft 1996.

## Berichte

### Hintergründe
Nach dem Großen Preis von Brasilien führte Damon Hill in der Fahrerwertung mit 14 Punkten vor Jacques Villeneuve und Jean Alesi. In der Konstrukteurswertung führte Williams-Renault mit 17 Punkten vor Benetton-Renault und mit 18 Punkten vor Ferrari.
Mit Hill (einmal) trat ein ehemaliger Sieger zu diesem Grand Prix an.

### Training
Vor dem Rennen fanden zwei Trainingseinheiten statt: Die erste am Freitagmorgen und die zweite am Samstagmorgen.
Im ersten freien Training am Freitag erzielte Hill mit einer Zeit von 1:29,694 Minuten die Bestzeit vor Michael Schumacher und Alesi.
Am Samstag im zweiten freien Training konnte sich dann Schumacher mit einer Zeit 1:30,018 Minuten die Bestzeit vor Hill und Mika Häkkinen sichern.

### Qualifying
Hill sicherte sich mit einer Zeit von 1:30,346 Minuten die Pole-Position vor Schumacher und Villeneuve. Dies war das erste Rennen im Jahr 1996, bei dem kein Fahrer an der vor der Saison eingeführten 107-Prozent-Regel scheiterte.

### Warm Up
Alesi erzielte die Bestzeit vor seinem Teamkollegen Gerhard Berger und Schumacher.

### Rennen
Beim Start behielt Hill die Führung und wehrte Schumachers Angriff ab. Villeneuve startete sehr schlecht und rutschte vom dritten auf den neunten Platz ab. Der Kanadier begann sich sofort zu erholen und überholte Häkkinen, Jos Verstappen, Rubens Barrichello und David Coulthard in den ersten neun Runden. Allerdings konnte der Kanadier Bergers Benetton nicht überholen und blieb auf dem fünften Platz stecken. Hill gewann zunehmend an Vorsprung gegenüber Schumacher und blieb nach der ersten Serie von Boxenstopps mit rund vier Sekunden Vorsprung vor dem Deutschen an der Spitze, gefolgt von Alesi, Berger und Villeneuve.
Pedro Diniz war während des Rennens in zwei schwere Zwischenfälle verwickelt. Zuerst kollidierte er beim Überrunden in Runde 24 mit Luca Badoer, dessen Forti er aushebelte und welcher kopfüber im Kies landete. Die Rennleitung brachte daher das Safety-Car auf die Strecke. Die Streckenposten wurden wegen ihrer Verzögerung beim Helfen von Badoer aus dem Auto heftig kritisiert. Letztendlich musste der Italiener unter dem Forti hervorkriechen, blieb aber unverletzt (was die Streckenposten später damit erklärten, dass eine untypische Verzögerung, als das Safety-Car den Führenden abholte, für Verwirrung am Streckenrand gesorgt hatte). Diniz konnte weiterfahren und legte direkt einen Boxenstopp ein, während sich das Safety-Car auf das Zurückfahren an die Box vorbereitete – nur um dann aufzugeben, als er zurück auf die Rennstrecke kam. Sein Ligier ging in Flammen auf, da der Kraftstoffeinfüllstutzen beim Tankvorgang offen blieb und etwas Benzin in den Motor und die Auspuffanlagen gelang. Auch Diniz blieb unverletzt. Infolgedessen blieb das Safety-Car drei zusätzliche Runden draußen.
Nach dem Restart begann Hill sich sofort erneut von Schumacher zu lösen, während hinter den beiden die Reihenfolge nahezu unverändert blieb. In der 33. Runde versuchte Tarso Marques Martin Brundle zu überholen. Die beiden kollidierten und mussten aufgeben. Wenig später kam Hill an der Unfallstelle vorbei und „schoß“ einige Trümmer auf Schumachers Auto, die dabei nur knapp den Helm des Deutschen streiften. Einer davon traf den Heckflügel des Ferrari, woraufhin dieser brach. Der deutsche Fahrer fuhr seine Runden weiter, schied jedoch in der 46. Runde wegen Sicherheitsbedenken aus. In der Zwischenzeit begann die zweite Boxenstopp-Serie. Alesi würgte dabei den Motor seines Benetton ab, verlor die Chance, um den Sieg zu kämpfen und musste die Position an Berger abgeben. Obwohl der Österreicher Hill nicht einholen konnte, schien er bereit für den zweiten Platz zu sein, als ihn ein Aufhängungsdefekt zum Aufgeben zwang. Somit landete Villeneuve hinter Hill und belegte den zweiten Platz vor Alesi, Barrichello, Eddie Irvine und Verstappen, der Footwork den ersten Punkt der Saison einbrachte.
Alesi sicherte sich mit 1:29,413 Minuten die schnellste Rennrunde.
In der Fahrerwertung konnte Hill seine Führung ausbauen. Villeneuve war nun wieder Zweiter, gefolgt von Alesi. In der Konstrukteurswertung blieben die ersten drei Positionen unverändert.

## Meldeliste
| Team                        | Nr. | Fahrer                | Chassis        | Motor                 | Reifen |
| --------------------------- | --- | --------------------- | -------------- | --------------------- | ------ |
| Scuderia Ferrari SpA        | 01  | Michael Schumacher    | Ferrari F310   | Ferrari 3.0 V10       | G      |
| Scuderia Ferrari SpA        | 02  | Eddie Irvine          | Ferrari F310   | Ferrari 3.0 V10       | G      |
| Mild Seven Benetton Renault | 03  | Jean Alesi            | Benetton B196  | Renault 3.0 V10       | G      |
| Mild Seven Benetton Renault | 04  | Gerhard Berger        | Benetton B196  | Renault 3.0 V10       | G      |
| Rothmans Williams Renault   | 05  | Damon Hill            | Williams FW18  | Renault 3.0 V10       | G      |
| Rothmans Williams Renault   | 06  | Jacques Villeneuve    | Williams FW18  | Renault 3.0 V10       | G      |
| Marlboro McLaren Mercedes   | 07  | Mika Häkkinen         | McLaren MP4/11 | Mercedes-Benz 3.0 V10 | G      |
| Marlboro McLaren Mercedes   | 08  | David Coulthard       | McLaren MP4/11 | Mercedes-Benz 3.0 V10 | G      |
| Ligier Gauloises Blondes    | 09  | Olivier Panis         | Ligier JS43    | Mugen-Honda 3.0 V10   | G      |
| Ligier Gauloises Blondes    | 10  | Pedro Diniz           | Ligier JS43    | Mugen-Honda 3.0 V10   | G      |
| B&H Total Jordan Peugeot    | 11  | Rubens Barrichello    | Jordan 196     | Peugeot 3.0 V10       | G      |
| B&H Total Jordan Peugeot    | 12  | Martin Brundle        | Jordan 196     | Peugeot 3.0 V10       | G      |
| Red Bull Sauber Ford        | 14  | Johnny Herbert        | Sauber C15     | Ford Zetec-R 3.0 V10  | G      |
| Red Bull Sauber Ford        | 15  | Heinz-Harald Frentzen | Sauber C15     | Ford Zetec-R 3.0 V10  | G      |
| Footwork Hart               | 16  | Ricardo Rosset        | Footwork FA17  | Hart 3.0 V8           | G      |
| Footwork Hart               | 17  | Jos Verstappen        | Footwork FA17  | Hart 3.0 V8           | G      |
| Tyrrell Yamaha              | 18  | Ukyō Katayama         | Tyrrell 024    | Yamaha 3.0 V10        | G      |
| Tyrrell Yamaha              | 19  | Mika Salo             | Tyrrell 024    | Yamaha 3.0 V10        | G      |
| Minardi Team                | 20  | Pedro Lamy            | Minardi M195B  | Ford EDM 3.0 V8       | G      |
| Minardi Team                | 21  | Tarso Marques         | Minardi M195B  | Ford EDM 3.0 V8       | G      |
| Forti Grand Prix            | 22  | Luca Badoer           | Forti FG02     | Ford Zetec-R 3.0 V8   | G      |
| Forti Grand Prix            | 23  | Andrea Montermini     | Forti FG02     | Ford Zetec-R 3.0 V8   | G      |

## Klassifikationen

### Qualifying
| Pos.                                                                       | Fahrer                | Konstrukteur       | Zeit     | Start |
| -------------------------------------------------------------------------- | --------------------- | ------------------ | -------- | ----- |
| 01                                                                         | Damon Hill            | Williams-Renault   | 1:30,346 | 01    |
| 02                                                                         | Michael Schumacher    | Ferrari            | 1:30,598 | 02    |
| 03                                                                         | Jacques Villeneuve    | Williams-Renault   | 1:30,907 | 03    |
| 04                                                                         | Jean Alesi            | Benetton-Renault   | 1:31,038 | 04    |
| 05                                                                         | Gerhard Berger        | Benetton-Renault   | 1:31,262 | 05    |
| 06                                                                         | Rubens Barrichello    | Jordan-Peugeot     | 1:31,404 | 06    |
| 07                                                                         | Jos Verstappen        | Footwork-Hart      | 1:31,615 | 07    |
| 08                                                                         | Mika Häkkinen         | McLaren-Mercedes   | 1:31,801 | 08    |
| 09                                                                         | David Coulthard       | McLaren-Mercedes   | 1:32,001 | 09    |
| 10                                                                         | Eddie Irvine          | Ferrari            | 1:32,058 | 10    |
| 11                                                                         | Heinz-Harald Frentzen | Sauber-Ford        | 1:32,130 | 11    |
| 12                                                                         | Olivier Panis         | Ligier-Mugen-Honda | 1:32,177 | 12    |
| 13                                                                         | Ukyō Katayama         | Tyrrell-Yamaha     | 1:32,407 | 13    |
| 14                                                                         | Tarso Marques         | Minardi-Ford       | 1:32,502 | 14    |
| 15                                                                         | Martin Brundle        | Jordan-Peugeot     | 1:32,696 | 15    |
| 16                                                                         | Mika Salo             | Tyrrell-Yamaha     | 1:32,903 | 16    |
| 17                                                                         | Johnny Herbert        | Sauber-Ford        | 1:33,256 | 17    |
| 18                                                                         | Pedro Diniz           | Ligier-Mugen-Honda | 1:33,424 | 18    |
| 19                                                                         | Pedro Lamy            | Minardi-Ford       | 1:33,727 | 19    |
| 20                                                                         | Ricardo Rosset        | Footwork-Hart      | 1:33,752 | 20    |
| 21                                                                         | Luca Badoer           | Forti-Ford         | 1:34,830 | 21    |
| 22                                                                         | Andrea Montermini     | Forti-Ford         | 1:35,651 | 22    |
| 107-Prozent-Zeit: 1:36,670 min (bezogen auf die Bestzeit von 1:30,346 min) |                       |                    |          |       |

### Rennen
| Pos. | Fahrer                | Konstrukteur       | Runden | Stopps | Zeit        | Start | Schnellste Runde |
| ---- | --------------------- | ------------------ | ------ | ------ | ----------- | ----- | ---------------- |
| 01   | Damon Hill            | Williams-Renault   | 72     | 2      | 1:54:55,322 | 01    | 1:29,653 (44.)   |
| 02   | Jacques Villeneuve    | Williams-Renault   | 72     | 2      | + 12,167    | 03    | 1:30,163 (64.)   |
| 03   | Jean Alesi            | Benetton-Renault   | 72     | 2      | + 14,754    | 04    | 1:29,413 (65.)   |
| 04   | Rubens Barrichello    | Jordan-Peugeot     | 72     | 1      | + 55,131    | 06    | 1:31,443 (50.)   |
| 05   | Eddie Irvine          | Ferrari            | 72     | 2      | + 1:04,991  | 10    | 1:31,372 (65.)   |
| 06   | Jos Verstappen        | Footwork-Hart      | 72     | 2      | + 1:08,913  | 07    | 1:31,099 (66.)   |
| 07   | David Coulthard       | McLaren-Mercedes   | 72     | 2      | + 1:13,400  | 09    | 1:31,408 (46.)   |
| 08   | Olivier Panis         | Ligier-Mugen-Honda | 72     | 2      | + 1:14,295  | 12    | 1:31,343 (60.)   |
| 09   | Johnny Herbert        | Sauber-Ford        | 71     | 2      | + 1 Runde   | 17    | 1:31,930 (44.)   |
| 10   | Andrea Montermini     | Forti-Ford         | 69     | 3      | + 3 Runden  | 22    | 1:34,592 (68.)   |
| –    | Gerhard Berger        | Benetton-Renault   | 56     | 3      | DNF         | 05    | 1:30,104 (43.)   |
| –    | Michael Schumacher    | Ferrari            | 46     | 2      | DNF         | 02    | 1:30,659 (23.)   |
| –    | Pedro Lamy            | Minardi-Ford       | 39     | 1      | DNF         | 19    | 1:32,958 (21.)   |
| –    | Mika Salo             | Tyrrell-Yamaha     | 36     | 3      | DNF         | 16    | 1:31,930 (34.)   |
| –    | Martin Brundle        | Jordan-Peugeot     | 34     | 1      | DNF         | 15    | 1:32,668 (20.)   |
| –    | Tarso Marques         | Minardi-Ford       | 33     | 1      | DNF         | 14    | 1:32,925 (29.)   |
| –    | Heinz-Harald Frentzen | Sauber-Ford        | 32     | 1      | DNF         | 11    | 1:31,005 (23.)   |
| –    | Pedro Diniz           | Ligier-Mugen-Honda | 29     | 1      | DNF         | 18    | 1:32,882 (24.)   |
| –    | Ukyō Katayama         | Tyrrell-Yamaha     | 28     | 1      | DNF         | 13    | 1:31,396 (18.)   |
| –    | Ricardo Rosset        | Footwork-Hart      | 24     | 1      | DNF         | 20    | 1:33,606 (20.)   |
| –    | Luca Badoer           | Forti-Ford         | 24     | 1      | DNF         | 21    | 1:35,893 (20.)   |
| –    | Mika Häkkinen         | McLaren-Mercedes   | 19     | 0      | DNF         | 08    | 1:32,369 (17.)   |

## WM-Stände nach dem Rennen
Die ersten sechs des Rennens bekamen 10, 6, 4, 3, 2 bzw. 1 Punkt(e).

### Fahrerwertung
| Pos. | Fahrer             | Konstrukteur       | Punkte |
| ---- | ------------------ | ------------------ | ------ |
| 01   | Damon Hill         | Williams-Renault   | 30     |
| 02   | Jacques Villeneuve | Williams-Renault   | 12     |
| 03   | Jean Alesi         | Benetton-Renault   | 10     |
| 04   | Eddie Irvine       | Ferrari            | 6      |
| 05   | Mika Häkkinen      | McLaren-Mercedes   | 5      |
| 06   | Michael Schumacher | Ferrari            | 4      |
| 07   | Gerhard Berger     | Benetton-Renault   | 3      |
| 08   | Rubens Barrichello | Jordan-Peugeot     | 3      |
| 09   | Mika Salo          | Tyrrell-Yamaha     | 3      |
| 10   | Olivier Panis      | Ligier-Mugen-Honda | 1      |
| 11   | Jos Verstappen     | Footwork-Hart      | 1      |
| 12   | David Coulthard    | McLaren-Mercedes   | 0      |

| Pos. | Fahrer                | Konstrukteur       | Punkte |
| ---- | --------------------- | ------------------ | ------ |
| 13   | Pedro Diniz           | Ligier-Mugen-Honda | 0      |
| 14   | Heinz-Harald Frentzen | Sauber-Ford        | 0      |
| 15   | Ukyō Katayama         | Tyrrell-Yamaha     | 0      |
| 16   | Ricardo Rosset        | Footwork-Hart      | 0      |
| 17   | Johnny Herbert        | Sauber-Ford        | 0      |
| 18   | Pedro Lamy            | Minardi-Ford       | 0      |
| 19   | Andrea Montermini     | Forti-Ford         | 0      |
| 20   | Luca Badoer           | Forti-Ford         | 0      |
| 21   | Martin Brundle        | Jordan-Peugeot     | 0      |
| –    | Tarso Marques         | Minardi-Ford       | 0      |
| –    | Giancarlo Fisichella  | Minardi-Ford       | 0      |

### Konstrukteurswertung
| Pos. | Konstrukteur     | Punkte |
| ---- | ---------------- | ------ |
| 01   | Williams-Renault | 42     |
| 02   | Benetton-Renault | 13     |
| 03   | Ferrari          | 10     |
| 04   | McLaren-Mercedes | 5      |
| 05   | Jordan-Peugeot   | 3      |
| 06   | Tyrrell-Yamaha   | 3      |

| Pos. | Konstrukteur       | Punkte |
| ---- | ------------------ | ------ |
| 07   | Ligier-Mugen-Honda | 1      |
| 08   | Footwork-Hart      | 1      |
| 09   | Sauber-Ford        | 0      |
| 10   | Minardi-Ford       | 0      |
| 11   | Forti-Ford         | 0      |